# Poffertjes

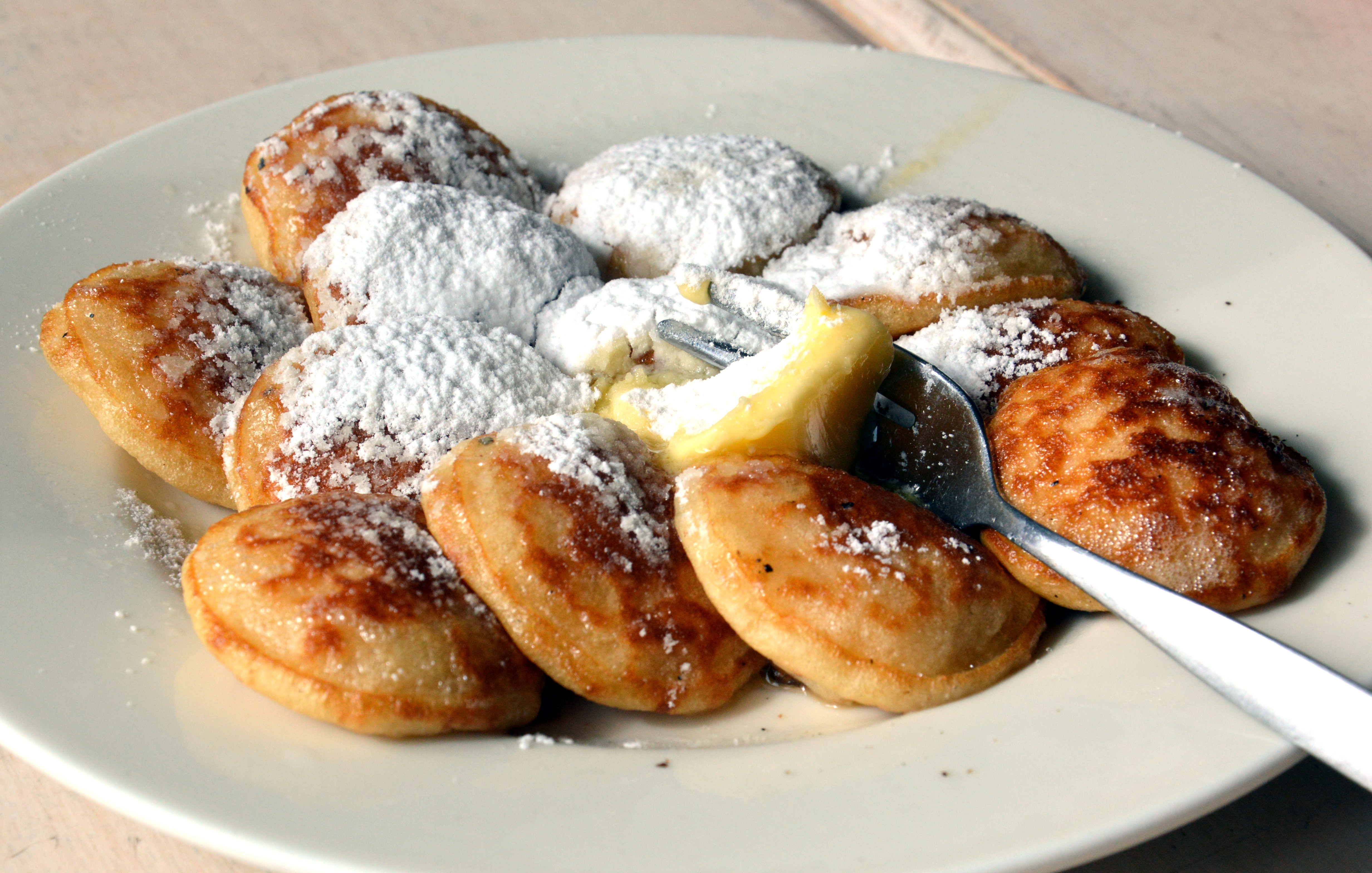
Un plato de poffertjes.

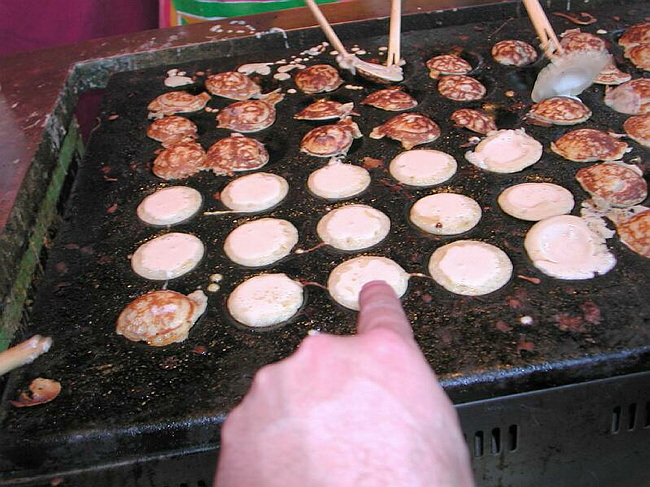
Elaboración de poffertjes.

Poffertjes [ˈpɔfərtjəs] es un dulce tradicional de la cocina neerlandesa elaborado con una masa frita. Los poffertjes se parecen a pequeñas tortitas, pero son mucho más dulces. Al contrario que los panqueques, los poffertjes se suelen dar la vuelta antes de que una cara se haya hecho por completo, lo que proporciona un interior con una masa más suave que la que poseen aquellos.

## Servir y Características
Los poffertjes se suelen servir generalmente con azúcar glas espolvoreado por su superficie y con algo de mantequilla. Los poffertjes no suelen ser difíciles de preparar aunque es necesario tener una sartén especial para su elaboración, suele ser de hierro fundido o cobre con diversas estrías en su parte superior. En los grandes restaurantes, se emplean placas especiales para su elaboración. En los restaurantes es muy frecuente ver como los cocineros están muy habituados a dar la vuelta con un tenedor los poffertjes mientras estos se van haciendo.
Los auténticos Nederlandse Poffertjes poseen una proporción de 1:1 entre la harina de trigo y la harina de trigo sarraceno. Los poffertjes se pueden cocinar también con una masa sin levadura y por lo tanto se reduce el tiempo de espera, no obstante existen personas que dicen que esta forma de prepararlos no es buena ni sabe tan bien. En los supermercados existen masas preparadas a las que sólo basta verter huevos y leche. 
Se suelen servir recién hechos con algunos acompañamientos dulces, tales como el stroop (melaza), slagroom (nata montada) o fresas, etc. Servido con fresas y crema se suele conocer como Poffertjes à la Bill Clinton en honor a la visita que hizo a la ciudad holandesa de Delft.